# 原民喜
原民喜（日语：／ Hara Tamiki，1905年11月15日—1951年3月13日），日本小說家與詩人，出生於日本廣島縣廣島市。

## 主要作品
- 『原爆小景』
- 『夏の花』
- 『廃墟から』
- 『壊滅の序曲』